# Dinteranthus
Dinteranthus é um género botânico pertencente à família Aizoaceae.